# Dipendenza fisica
DipendenzaStato medico caratterizzato da ricerca compulsiva di stimoli gratificanti, nonostante le conseguenze negative
Comportamento di dipendenzaComportamento che è al tempo stesso gratificante e di rinforzo
Farmaco-dipendenzaFarmaco che è al tempo stesso gratificante e di rinforzo
TossicodipendenzaStato di adattamento associato a una sindrome di astinenza al momento della cessazione dell'esposizione ripetuta a uno stimolo (ad esempio, l'assunzione di farmaci)
Tolleranza inversa o sensibilizzazione al farmacoEffetto crescente di un farmaco derivante dalla somministrazione ripetuta a una data dose
Sindrome da astinenzaSintomi che si verificano al momento della cessazione del consumo ripetuto di sostanze
Dipendenza fisicaDipendenza che comprende i sintomi persistenti di astinenza fisica-somatico (ad esempio, la fatica e il delirium tremens)
Dipendenza psicologicaDipendenza che comprende i sintomi di astinenza emotivo-motivazionali (ad esempio, disforia e anedonia)
Stimoli rinforzoStimoli che aumentano la probabilità di comportamenti ripetuti associati loro
Stimoli gratificantiStimoli che il cervello interpreta come intrinsecamente positivo o come qualcosa a cui avvicinarsi
SensibilizzazioneRisposta aumentata a uno stimolo derivante dalla ripetuta esposizione a esso
Disturbo da uso di sostanzeCondizione in cui l'uso di sostanze porta a una compromissione funzionale significativa o disagio
TolleranzaDiminuzione dell'effetto di un farmaco dovuto alla somministrazione ripetuta a una data dose
La dipendenza fisica è una condizione causata dall'uso cronico di una sostanza che dà tolleranza, in cui un'improvvisa o graduale riduzione del farmaco provoca sintomi fisici spiacevoli. La dipendenza fisica è in grado di svilupparsi da un uso terapeutico a basso dosaggio di alcuni farmaci come benzodiazepine, oppiacei, antiepilettici e antidepressivi, così come l'abuso delle stesse sostanze, ma a scopo ricreativo come appunto l'alcol, gli oppioidi, le benzodiazepine e altro.
Se maggiore è la dose utilizzata, maggiore è la durata dell'utilizzo e l'inizio è precoce, vi sono evidenze scientifiche che la dipendenza fisica peggiora e la sindrome da astinenza può essere più grave: sindromi acute di astinenza possono durare giorni, settimane o mesi. La sindrome da astinenza protratta, nota anche come sindrome post-acuta da sospensione (post-acute-withdrawal syndrome o "PAWS" in inglese), è una prosecuzione con sintomi più lievi dell'astinenza acuta, di solito si riflette in un modello remittente-recidivante, spesso con conseguente ricaduta e prolungata disabilità tanto da escludere la possibilità di occupazione regolare. La sindrome da astinenza protratta può durare per mesi, anni, o a seconda di fattori individuali, a tempo indeterminato.
La sindrome di astinenza protratta è nota per essere il più delle volte causata da benzodiazepine. Per fugare l'associazione popolare con la dipendenza, la dipendenza fisica ai farmaci è talvolta paragonata alla dipendenza da insulina da parte di persone affette da diabete.

## Principali farmaci che causano dipendenza fisica
- Tutti gli μ-oppioidi con qualsiasi (anche lieve) effetto agonista, come ad esempio morfina, eroina, codeina, ossicodone, buprenorfina, nalbufina, metadone, e fentanil, ma non agonisti specifici per i recettori μ-oppioidi , come ad esempio la salvinorina A (un agonista dei recettori κ-oppioidi), né antagonisti degli oppiacei o agonisti inversi, come il naltrexone (un universale oppioide agonista inverso)[9]
- Tutti i GABA agonisti e i modulatori allosterici positivi sia del recettore ionotropico GABA-A e subunità del recettore metabotropico GABA-B, tra cui:
  - alcol ( dipendenza da alcol, astinenza da alcol, delirium tremens)[10];
  - barbiturici quali fenobarbital, tiopental sodico e secobarbital;
  - benzodiazepine, come il diazepam (Valium), lorazepam (Tavor) e alprazolam (Xanax) (vedi la dipendenza da benzodiazepine e sindrome da astinenza benzodiazepine)
  - ipnotici non benzodiazepinici (farmaci-Z) come zopiclone e zolpidem;[11]
  - acido γ-idrossibutirrico (GHB) e 1,4-butanediolo;[12]
  - carisoprodol (Soma) e relativi carbammati (tibamato e meprobamato);
  - baclofene (Lioresal) e il suo analogo fenibut, non clorurati;
  - idrato di cloralio;
  - glutetimide;
  - clometiazolo;
  - metaqualone;
- nicotina (tabacco);[13][14]
- gabapentin (Neurontin) e pregabalin (Lyrica), modificatori del canale del calcio che influenzano il GABA;[15]
- farmaci antiepilettici come il valproato, la lamotrigina, la tiagabina, il vigabatrin, la carbamazepina e l'oxcarbazepina e il topiramato;[15][16][17]
- farmaci antipsicotici come la clozapina, risperidone, olanzapina, l'aloperidolo, tioridazina, etc;[18]
- comunemente prescritti gli antidepressivi come gli inibitori selettivi della ricaptazione della serotonina (SSRI) e inibitori della ricaptazione della serotonina-norepinefrina (SNRI) (sindrome da astinenza da interruzione di antidepressivi);[19][20][21]
- farmaci per la pressione del sangue, tra cui beta-bloccanti come il propranololo e agonisti alfa-adrenergici come la clonidina;[22][23]
- steroidi androgeni anabolizzanti;[24][25]
- glucocorticoidi.[26]

## Sintomi
La dipendenza fisica può manifestarsi con la comparsa di sintomi sia fisici che psicologici causati da adattamenti fisiologici del sistema nervoso centrale e del cervello, dovuti all'esposizione cronica a una sostanza. I sintomi che possono essere sperimentati durante l'interruzione o la riduzione del dosaggio includono l'aumento della frequenza cardiaca e/o della pressione sanguigna, sudorazione e tremori. I sintomi più gravi dell'astinenza come confusione, convulsioni e allucinazioni visive indicano uno stato di grave emergenza e la necessità di cure mediche immediate. Ipnotici sedativi come l'alcool, benzodiazepine e barbiturici sono le sostanze più facilmente reperibili che possono essere fatali a causa della loro propensione a indurre convulsioni da astinenza. La brusca sospensione di altri farmaci, come gli oppioidi può causare sintomi dolorosi sia fisiologicamente che psicologicamente, raramente fatali in pazienti con buona salute generale e sotto trattamento medico, ma più pericolosi per pazienti con sistema cardiovascolare indebolito. La tossicità è causata da aumenti estremi della frequenza cardiaca e della pressione arteriosa (che può essere trattata con clonidina), oppure da aritmie causate da uno squilibrio elettrolitico dovuto all'incapacità di mangiare, e alla costante diarrea e vomito (che possono essere trattati con loperamide e ondansetron rispettivamente) associate all'interruzione degli oppiacei, in alcuni casi diarrea e vomito possono continuare senza sosta per settimane, anche se le complicanze potenzialmente letali sono estremamente rare, e quasi inesistenti con una corretta gestione medica.

## Terapia
Il trattamento della dipendenza fisica dipende dal farmaco interrotto e spesso comprende la somministrazione di un altro farmaco, in particolare nel caso di sostanze che possono essere pericolose se bruscamente interrotte o quando i precedenti tentativi sono falliti. La dipendenza fisica è generalmente gestita con una riduzione lenta della dose nel corso di un periodo di settimane, mesi o talvolta più lungo a seconda del farmaco, la dose e l'individuo. La dipendenza fisica da alcol è spesso gestita con farmaci come le benzodiazepine ad azione prolungata, utili per gestire i sintomi dell'astinenza da alcol.

## Effetto rebound
Una vasta gamma di farmaci pur non causando una vera e propria dipendenza fisica può causare astinenza o contraccolpi causati dalla riduzione del dosaggio o dall'interruzione totale, specialmente se improvvisa o rapida. Questi farmaci includono la caffeina, stimolanti, farmaci steroidei e antiparkinsoniani. Si discute se sia l'intera classe di farmaci antipsicotici a provocare la vera e propria dipendenza fisica, se è causata solo da un sottoinsieme, o da nessuno,  ma è certo che tutti, se interrotti troppo rapidamente, causano una sindrome da astinenza acuta.
Alcune classi di farmaci, come gli anticonvulsivanti e gli antidepressivi, descrivono la categoria del farmaco e non il suo meccanismo di azione. I singoli agenti e classi di farmaci della categoria anticonvulsivante agiscono su recettori differenti e non è possibile tracciare un quadro generale sul loro potenziale di dipendenza fisica o sull'incidenza o la gravità dell'effetto rebound del gruppo quindi devono essere esaminati singolarmente. Tuttavia, gli anticonvulsivanti come gruppo sono noti per causare tolleranza. Gli SSRI, usati come antidepressivi, generano una sindrome di sospensione che si manifesta con effetti collaterali fisici. Ad esempio, ci sono state segnalazioni di casi di sindrome da sospensione con venlafaxina (Effexor).